# Floris Stempel

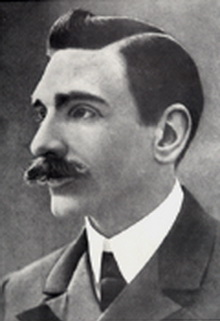
Floris Stempel

Floris Stempel (Amsterdam, 18 januari 1877 – Atlantische Oceaan, 1910) was de eerste voorzitter van AFC Ajax.
Ajax werd opgericht op 18 maart 1900 met als naam Amsterdamsche Football Club Ajax (sic). De oprichters waren Floris Stempel, Han Dade en Carl Bruno Reeser. Onder Stempels' leiding werd op 20 maart 1900 de eerste vriendschappelijke wedstrijd tegen AFC georganiseerd. Deze wedstrijd werd met 6-1 verloren door Ajax.
De eerste officiële wedstrijd was op 29 september 1900 tegen DOSB. Deze wedstrijd werd door Ajax gewonnen met 2-1. Floris Stempel was er medeverantwoordelijk voor dat Ajax in 1902 werd toegelaten tot de Nederlandse Voetbalbond en startte in de derde klasse west.
Stempel bleef voorzitter tot 1908 en werd opgevolgd door medeoprichter en vriend Chris Holst.
Tussen 23 januari en 16 maart 1910 overleed Stempel. Hij was aan boord van de SS Prins Willem II van de Koninklijke West-Indische Maildienst (KWIM) op weg naar Paramaribo, maar nadat op 23 januari Ouessant was gepasseerd, werd niets meer van het schip met 54 opvarenden vernomen. Op 16 maart spoelden delen van wrakstukken aan op de Franse westkust, waaruit bleek dat het schip met man en muis was vergaan.